# Cefalà Diana
Cefalà Diana ist eine Stadt der Metropolitanstadt Palermo in der Region Sizilien in Italien mit 976 Einwohnern (Stand 31. Dezember 2023).

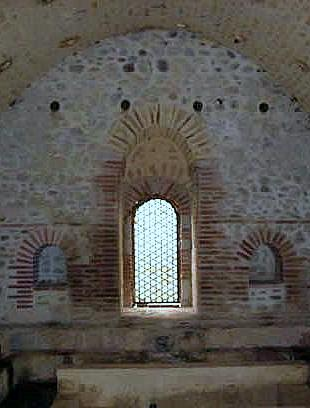
Arabisches Badehaus

## Lage und Daten
Cefalà Diana liegt 39 km südlich von Palermo. Die Einwohner arbeiten hauptsächlich in der Landwirtschaft.
Die Nachbargemeinden sind Marineo, Mezzojuso und Villafrati.
Nachdem der Bahnverkehr nach Cefalà Diana 1954 eingestellt wurde, ist der Ort heute nur noch auf der Straße zu erreichen.

## Geschichte
Der Ort wurde ab 1684 neben dem schon bestehenden mittelalterlichen Kastell gebaut.

## Sehenswürdigkeiten
- Castello di Cefalà Diana, ein normannisches Kastell, das an einer zur Verteidigung strategisch günstigen Stelle auf einer Anhöhe neben dem Ort liegt. Von dem Kastell sind nur noch ein Wehrturm und Ruinen zu sehen. Von hier bietet sich eine schöne Aussicht auf die Umgebung.
- Bagni di Cefalà Diana, ein normannisches Bad, evtl. mit arabischem Vorläuferbau, etwa 2 km nordwestlich des Ortes.
- Riserva naturale orientata Bagni di Cefalà Diana e Chiarastella, ein Naturschutzgebiet am Pizzo Chiarastella.